# Панин, Илья Григорьевич
Панин Илья Григорьевич (род. 2 августа 1941 года, село Белый Колодезь, Вейделевский район, Белгородская область) — советский и российский военачальник, генерал-полковник (1997).

## Биография
Из многодетной (8 детей) семьи крестьянина, председателя колхоза. В младенчестве пережил немецко-итальянскую оккупацию в родном селе во время Великой Отечественной войны.
В Вооружённых Силах СССР с августа 1960 года. Окончил Серпуховское высшее командно-инженерное училище в 1965 году. Служил в Ракетных войсках стратегического назначения СССР: с июля 1965 — начальник расчёта в ракетном полку ракетной дивизии (г. Ромны, Сумская область), с октября 1965 — начальник расчёта — старший инженер группы технической ракетной базы 13-й ракетной дивизии (пгт. Ясный, Оренбургская область). С сентября 1966 года на партийно-политической работе — секретарь комитета комсомола ракетного полка, помощник начальника политического отдела по комсомольской работе ракетной дивизии. С июля 1969 — помощник начальника политотдела, с июня 1970 начальник отделения — помощник начальника политотдела 31-й Оренбургской ракетной армии по комсомольской работе. В 1971—1975 годах — заместитель командира ракетного полка по политической части. С января 1976 года — заместитель начальника политотдела 13-й ракетной дивизии.
С мая 1978 по январь 1988 был прикомандирован к аппарату ЦК КПСС с оставлением в кадрах Вооружённых Сил СССР. Там был инструктором, затем — заместителем заведующего сектором Отдела административных органов. В 1979 году заочно окончил Военно-политическую академию им. В. И. Ленина (1979). Принимал участие в ликвидации последствий аварии на Чернобыльской АЭС.
В январе 1988 года назначен начальником Управления кадров Ракетных войск стратегического назначения (с сентября 1992 должность именовалась — начальник Управления подготовки и распределения кадров РВСН, а с августа 1994 года — начальник Управления кадров РВСН). Член Военного совета РВСН с 16.11.1993 по 03.11.1997 г.
С июня 1997 года — начальник Главного управления кадров Министерства обороны Российской Федерации. С апреля 2001 года — в запасе.
Проживает в Москве. С 2001 года работал в представительстве Ивановской области при Правительстве России, вице-президент общественной организации «Фонд развития регионов». С мая 2006 года работает в ГК НПЦ имени М. В. Хруничева: заместитель генерального директора, затем советник генерального директора. 
Председатель Совета ветеранов ГУК МО РФ. Кандидат философских наук (1996).
Генерал-майор (29.10.1989), генерал-лейтенант (24.10.1991), генерал-полковник (18.12.1997).

## Награды
- орден «За военные заслуги» (1997)
- орден Красной Звезды (1990)
- орден «За службу Родине в Вооружённых Силах СССР» III степени (1978)
- медали
- Государственная премия РФ им. Г. К. Жукова (2002)
- Почётный гражданин Вейделевского района (2008)

## Сочинения
- Панин И. Г. Профессиональная культура офицера кадрового органа Российских Вооруженных Сил : Философско-политологический анализ. Диссертация на соискание ученой степени кандидата философских наук : 09.00.10. — М., 1996. — 188 с.
- Панин И. Г. Уроки трехсотлетней истории российской военной школы. // Военно-исторический журнал. — 1998. — № 6. — С.2-7.
- И на земле оставить добрый след: хроника семьи Паниных. / Под общ. ред. И. Г. Панина. — М.: Художественная литература, 2012. — 336 с.; ISBN 978-5-280-03605.